# Évette-Salbert
Évette-Salbert es una comuna francesa situada en el departamento del Territorio de Belfort, de la región de Borgoña-Franco Condado.
Los habitantes se llaman Évalbertois.

## Geografía
Está ubicada a 6 km al norte de Belfort y forma parte de la aglomeración urbana de esta ciudad.

## Historia
La comuna se constituyó el 3 de marzo de 1972 por la fusión de las de Évette y Salbert.

## Demografía
| 836 | 847 | 841 | 883 | 1 389 | 1 781 | 2 093 | 2 155 | 2 042 | 2 055 |
| Para los censos de 1962 a 1999 la población legal corresponde a la población sin duplicidades (Fuente: INSEE [Consultar]) |     |     |     |       |       |       |       |       |       |